# Randia denticulata
Randia denticulata är en måreväxtart som beskrevs av Attila L. Borhidi. Randia denticulata ingår i släktet Randia och familjen måreväxter. Inga underarter finns listade i Catalogue of Life.